# Verkeersonveilige locatie

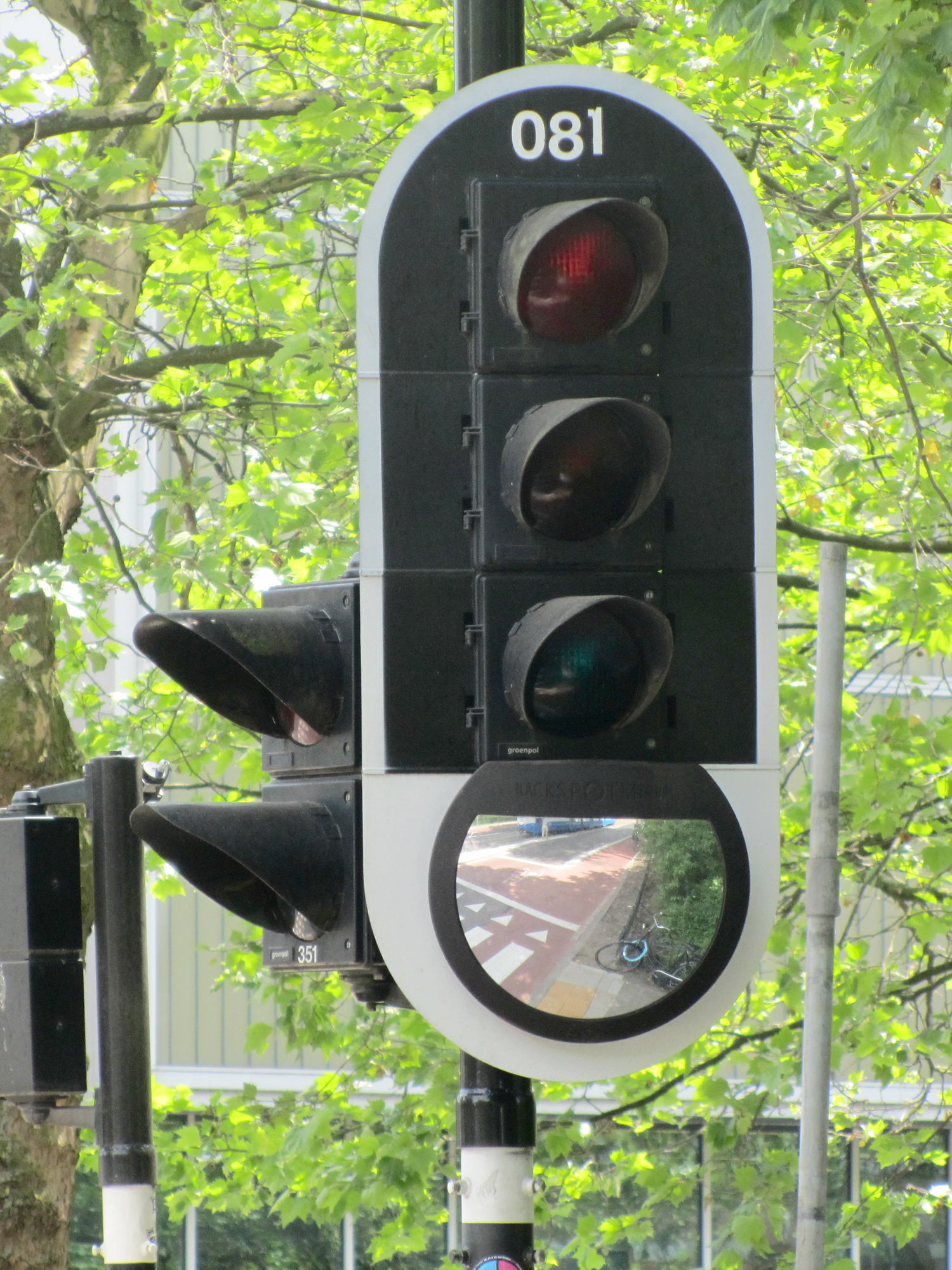
Verkeerslicht met blackspotspiegel op de hoek van de Nassaukade en het Frederik Hendrikplantsoen in Amsterdam

Onofficieel Pools waarschuwingsbord voor een blackspot waar 11 doden en 46 gewonden vielen

Een verkeersonveilige locatie of verkeersongevallenconcentratie (VOC), ook wel black spot of blackspot genoemd, is een plaats waar veel verkeersongevallen plaatsvinden. Vaak gaat het om een kruispunt. Verkeersonveilige locaties kunnen zowel in de bebouwde kom als op snelwegen voorkomen.

## Definitie
In Nederland wordt een verkeersonveilige locatie gedefinieerd als een plaats waar gedurende drie tot vijf jaar tien ongevallen (of vijf vergelijkbare ongevallen) zijn gebeurd. Een eerdere definitie die ook nog wel gebruikt wordt, gaat uit van zes letselongevallen in drie jaar. In 1992 werd het begrip "verkeersongevallenconcentraties" verruimd tot "gevaarlijke situaties", waardoor niet alleen bepaalde locaties maar ook routes, gebieden of "specifieke ongevallen" onder de definitie gingen vallen.
De definitie van een verkeersonveilige locatie wordt door sommigen bekritiseerd als te streng. Veel zogenaamde bijna-blackspots, onveilige locaties die (net) niet erg genoeg zijn, kunnen daardoor mogelijk als minder urgent gezien worden.

## Aanpak

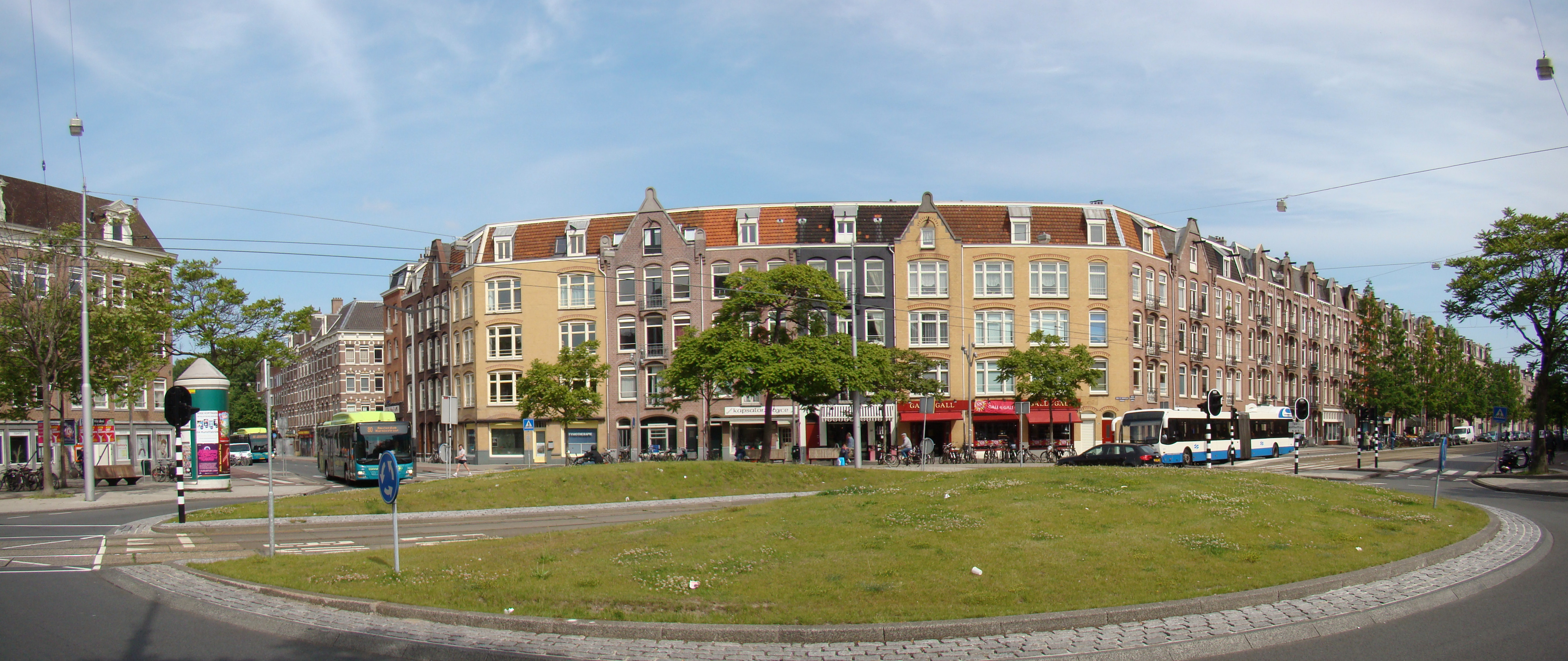
Het Hugo de Grootplein in Amsterdam werd in 2007 ingericht als rotonde

De aanpak van blackspots bestaat uit meerdere stappen:
- in kaart brengen van ongevallen om verkeersonveilige locaties te identificeren
- analyseren van de locaties om te zoeken naar patronen en gemeenschappelijke kenmerken in de ongevallen
- bepalen van maatregelen om het aantal ongevallen terug te dringen
- implementeren van de maatregelen
- evalueren van de aanpak

Enkele methodes om de verkeersveiligheid op een blackspot te verhogen zijn:
- het vervangen van een kruispunt door een rotonde
- wegversmallingen
- betere verlichting, belijning en markering
- plaatsen of opnieuw instellen van verkeerslichten
- duidelijkere voorrangssituatie
- de maximumsnelheid verlagen of flitspalen plaatsen
- een apart fietspad aanleggen
- het aanbrengen van spiegels

## Geschiedenis

### Nederland
In Nederland hebben overheden de meeste verkeersonveilige locaties aangepakt, waardoor hun aantal gedaald is van bijna 2.000 tot een kleine 300. De aanpak van verkeersonveilige locaties kwam op gang in de jaren 1970, toen de rijksoverheid trainingen en subsidies regelde ter bestrijding van verkeersonveilige locaties. In 1970 kwam de Handleiding Aanpak Verkeersongevallenconcentraties uit, gevolgd door de Handleiding Aanpak Gevaarlijke Situaties  in 1982/1983.
In Amsterdam begon de gemeente in 2000 met het aanpakken van blackspots. Er werd een speciale werkgroep blackspots (WBA) opgericht waaraan de gemeente, politie en het openbaar ministerie deelnemen. In de periode 2000-2010 is het aantal blackspots in Amsterdam gedaald van 167 naar 66.
Een Nederlands onderzoek van 143 verkeersongevallenconcentraties (Erné, 1991) wees uit dat het veiliger maken van dergelijke locaties het aantal letselongevallen aanzienlijk kan terugdringen. Na het uitvoeren van maatregelen om blackspots veiliger te maken, bleek het aantal ongevallen met 32% te zijn gedaald en het aantal letselongevallen met 45% te zijn gezakt. De gemiddelde kosten per aangepakte verkeersonveilige locatie bedroegen ongeveer 120.000 euro (prijspeil 2007). Volgens een evaluatie (Elvik, 1997) was de daling echter kleiner: gemiddeld 18% minder ongevallen. Hierbij werd rekening gehouden met misleidende factoren als algemene ontwikkelingen in de verkeersveiligheid en het fenomeen dat ongevallen zich kunnen verplaatsen naar gebieden waar nog geen maatregelen genomen zijn.

### Vlaanderen
In een rapport uit 2003 werden op dat moment 1.014 ongevallenlocaties in Vlaanderen als gevaarlijk beschouwd. De locaties waren geselecteerd op basis van ongevallendata uit de periode 1997-1999.